# Ален III (герцог Бретани)
Ален III (фр. Alain III de Bretagne, брет. Alan III. a Vreizh; около 997 — 1 октября 1040) — граф Ренна и герцог Бретани с 20 ноября 1008 года.

## Биография

### Правление
Жоффруа I, отец Алена III, скончался в 1008 году, передав десятилетнему сыну герцогство Бретань и графство Ренн. Регентшей герцогства стала Авуаза Нормандская, мать Алена и вдова Жоффруа. Она назначила своими помощниками епископа Нанта Готье II, епископа Ванна Юдикаэля и архиепископа Доля Жюнгония.
Достигнув совершеннолетия, Ален III начал войну против графа Анжу Фулька III Нерры, а затем против герцога Нормандии Роберта II Дьявола. После примирения с Аленом III герцог Роберт II Нормандский поручил правителю Бретани опеку над его наследником Вильгельмом на время своего паломничества в Иерусалим в 1034 году.
В 1035 году Ален III передал в апанаж графство Пентьевр своему младшему брату Эду I.
Герцог Роберт II умер в том же году на обратном пути из своего паломничества. Ален III был вынужден вмешаться в дела Нормандии, чтобы защитить права нового герцога Вильгельма, которому угрожало восстание части нормандского дворянства. Ален III был отравлен 1 октября 1040 года в Вимутье во время своего пребывания в Нормандии. Он был похоронен в монастырской церкви Святой Троицы в Фекане.

### Семья
Жена: с 1018 года — Берта де Блуа, дочь графа Блуа Эда II. Дети:
- Конан II (умер 11 декабря 1066) — герцог Бретани с 1040 года
- Авуаза (умерла 19 августа 1072); муж: с 1066 года — граф Нанта Хоэль V (умер 13 апреля 1084).

Ален III также имел одного внебрачного сына:
- Жоффруа Грегонат (умер 25 октября 1084, Сент-Курентин) — граф Ренна с 1066 года.